# Botowo (Pueblo)
Botowo [pronunciación en polaco: /bɔˈtɔvɔ/] (en alemán: Bottowen; 1938–1945: Bottau) es un pueblo en el distrito administrativo de Gmina Biskupiec, dentro del Distrito de Olsztyn, Voivodato de Varmia y Masuria, en el norte de Polonia. Se encuentra aproximadamente 6 kilómetros al sur de Biskupiec y 30 kilómetros al este de capital regional, Olsztyn.
Hasta 1945 el área era parte de Alemania (Prusia Oriental).